# Camatambo
Camatambo – miasto w Angoli, w prowincji Uíge.